# Fonderie d'étain de Texas City
Longhorn Tin Smelter
Tex-Tin Corporation
La fonderie d'étain de Texas City est une ancienne usine métallurgique à Texas City et La Marque, aux États-Unis. Elle est créée en 1942, pendant la Seconde Guerre mondiale, afin de sécuriser la production américaine d'étain à partir de minerais importés. Elle fonctionne jusqu'en 1991, en se diversifiant progressivement.
Fondée et exploitée par l'État américain sous le nom de Longhorn Tin Smelter, elle assure, à la fin de la guerre, jusqu'à 45 % de la production mondiale d'étain. Mais privée d'accès à des gisements de minerais, elle périclite dès que la situation internationale se normalise. Privatisée, elle devient, sous le nom de Tex-Tin Corporation, une usine pionnière dans l'utilisation du procédé Kaldo pour le recyclage de déchets riches en étain.
Cette reconversion n'est cependant pas suffisante pour s'affranchir de la faible disponibilité des minerais d'étain, et l'usine ne parvient pas à se relancer. À sa fermeture, la pollution des sols est importante et les friches industrielles sont reprises par l'Environmental Protection Agency. Le plan de restauration est achevé avec succès en 2003.

## Histoire

### Fondation (1941 - 1945)

#### Une filière nationale de production d'étain dans le contexte de la Seconde Guerre mondiale
Le besoin d'une industrie souveraine devient une préoccupation essentielle au début de la Seconde Guerre mondiale. Pour l'approvisionnement des États-Unis en étain, le fait que les principales sources étaient, soit sous contrôle japonais, soit uniquement accessibles par des routes commerciales aussi longues que dangereuses, a motivé la décision de construire une usine de production de ce métal sur le sol américain à partir de minerais importés. En effet, malgré d'intenses recherches, aucun gisement significatif d'étain n'a été identifié aux États-Unis. Quoique de petites quantités d'étain avaient été produites au début des années 1900 dans les montagnes Franklin du comté d'El Paso, et que des minéraux d'étain ont été trouvés dans la région de Streeter du comté de Mason, dans certaines localités du bassin central (comtés de Burnet et de Llano) et dans la région de Trans-Pecos, une synthèse menée par l'Université du Texas n'identifie aucun gisement ayant une valeur commerciale.
En 1940, alors que les États-Unis n'étaient pas officiellement en guerre, la Defense Plant Corporation (en) annonce la construction d'une usine nationale d'extraction d'étain capable de traiter 18 000 tonnes/an de minerai de n'importe quelle qualité, du minerai alluvial riche de haute qualité au concentré le plus pauvre de Bolivie. Après consultation avec les Néerlandais, qui possédaient la fonderie d'étain d'Arnhem exploitée par Billiton Maatschappij en Hollande, il est convenu que la Tin Processing Corporation, une filiale de Billiton, s'engagerait à concevoir, construire et exploiter une fonderie pour le gouvernement des États-Unis.

#### Construction de la Longhorn Tin Smelter
Une localisation à Texas City est sélectionnée en raison de son accès maritime et de ses approvisionnements en gaz naturel et en acide chlorhydrique. Le terrain de 100 acres est donné par le colonel Hugh Moore, président du Texas City Terminal Railway (en).
La construction est rapide : elle commence en mars 1941 et, le 5 avril 1942, le premier four entre en production. Le gouvernement des États-Unis investi près de 8 000 000 $ dans le projet, la construction de l'usine, nommée Longhorn Tin Smelter, coûtant à elle seule 3 500 000 $. En raison de la nature complexe des minerais boliviens, des installations sont dédiées au grillage et la lixiviation de ces minerais pour un traitement préalable à la fusion. Ce traitement consiste en un grillage dans des fours rotatifs afin d'en retirer le soufre, l'antimoine, l'arsenic et le plomb. Ceux-ci réduisent également les oxydes de fer, ce qui rend le minerai plus soluble pour l'étape suivante de lixiviation à l'acide hypochloreux chaud, qui retire d'autres impuretés. Cette lixiviation est faite deux fois. Les lixiviats sont ensuite cémentés afin d'en extraire l'argent, le cuivre et d'autres métaux solubles. Quant au minerai, il est renvoyé dans les fours rotatifs de grillage où il est séché, puis il va vers la fonderie. La machine à couler les lingots, mise en service en juillet 1947, achève le cycle de production.
Le traitement des minerais est complexe et il augmente considérablement les coûts de production. Il réduit aussi la capacité de l'usine bien en dessous des usines ne traitant que des minerais concentrés de haute qualité : la capacité de l’usine passe de 90 000 t/an avec des minerais alluviaux riches à 72-75 %, à 40 000 t/an avec des minerais boliviens d’une teneur de moitié. L’usine travaille à perte, en perdant 20 M$ pour un chiffre d’affaires de 200 M$, essentiellement à cause des salaires élevés qui ne compensent pas les prix compétitifs des combustibles et de l’acide. Cependant, les considérations stratégiques priment sur ces pertes et le gouvernement envisage de maintenir l’activité pendant encore 5 à 10 ans.
Les fumées du four rotatif sont alors directement évacuées par une cheminée de 250 pieds (76,2 m) de haut. L'acide résiduaire, initialement pompé et canalisé dans la baie de Galveston, a été stocké après la mi-1944 dans des lagunes pour être traité ultérieurement dans une usine séparée.

### Une marche fluctuante, au gré de la disponibilité en minerais (1946 - 1954)

#### La prospérité au lendemain de la guerre…
|       | Long ton d'étain |
| ----- | ---------------- |
| 1942  | 15 696           |
| 1943  | 20 727           |
| 1944  | 30 619           |
| 1945  | 40 591           |
| 1946  | 43 468           |
| 1947, | 33 292           |
| 1948  | 36 678           |
| 1949  | 36 053           |
| 1950  | 32 136           |
| 1951  | 30 934           |
| 1952, | 22 592           |
| 1953, | 37 562           |
| 1954, | 27 002           |
| 1955, | 22 329           |
| 1956, | 17 631           |
| 1957  | 1 564            |
| 1960  | 11 597           |
| 1964  | 3 958            |

Juste avant la fin de la guerre, la Longhorn Tin Smelter assure 44 % de la production mondiale d'étain.Elle produit de l'étain à partir de minerais boliviens et des Indes orientales néerlandaises, ainsi que d'approvisionnements occasionnels du Siam troqués contre des surplus de tabac. C'est la seule fonderie d'étain des États-Unis : elle affranchi le pays Britanniques et des Néerlandais qui l'approvisionnaient auparavant. En 1948, le Congrès autorise la poursuite de l'activité jusqu'en juillet 1949 et des négociations sont engagées pour que la fonderie continue en tant qu'entreprise commerciale.
1946 est l'année record de l'usine : elle compte 850 employés et produit 43 500 tonnes longues, soit 45 % de la production mondiale, sous la marque Longhorn 3-Star. Les lingots, de 83 livres , étaient poinçonnés avec une paire de cornes de Texas Longhorns.
En 1950, une unité de régénération des acides usés est construite pour mettre fin au rejets d'acides usés. Cette année-là correspond au développement maximal de l'usine qui emploie 800 employés.

#### …menacée par la disponibilité des minerais
En 1951, la production est momentanément interrompue par l'interruption de l'approvisionnement en minerai bolivien, perturbé par les événements de la révolution bolivienne de 1952. Pendant deux ans, l'usine est incapable de négocier un contrat d'approvisionnement à long terme pour son minerai. Cependant, en tant qu'unique source d'étain raffiné aux États-Unis, elle produit, en 1952, 50 % de l'étain utilisé par les consommateurs américains. En 1953, la capacité annuelle du four à réverbère à deux étapes, chauffé au gaz naturel, est de 96 000 tonnes, avec une pureté de 99,75 % ou plus. Tous les types de minerais sont traités par l'usine.

### Privatisation et diversification (1955 - 1987)

#### Privatisation d'une usine déclinante
En 1955, l'Office of Defense Mobilization (en) met en vente la Longhorn Tin Smelter pour 13 000 000 $ afin d'éviter la fermeture de l'usine, toujours propriété du gouvernement qui ne trouve plus d’intérêt stratégique à maintenir l’activité. L’extraction d’étain est d’ailleurs lourdement déficitaire : en 1955 et 1956, les pertes s’élèvent à 310 896 et 498 778 $ pour un chiffre d’affaires moyen de 45 000 000 $. Le 23 avril 1958, la Wah Chang Company (en), une entreprise spécialiste de la métallurgie du tungstène, devient propriétaire de l'usine pour 1 350 000 $. Des investissements ouvrent son activité à la fabrication de produits en tungstène et d'alliages d'étain.
Tout au long des années 1950, le manque d'accès aux minerais reste un handicap qui pénalise la production. La Bolivie reste le premier fournisseur de minerai, mais celui-ci titre moins de 40 % d’étain. Des achats en Indonésie, Thaïlande et au Congo belge complètent les approvisionnements avec un minerai riche à plus de 72 %, avec quelques achats spot. Wah Chang introduit la production de certains ferroalliages contenant du tungstène, du niobium et du tantale. En 1963, une usine d'affinage de l'étain par électrolyse est ajoutée. En 1965, l'usine double sa capacité de production d'étain et, en 1970, l'entreprise parvient à sécuriser un approvisionnement de 15 000 tonnes de minerai concentré bolivien, représentant 7 000 tonnes d'étain pur mais contenant également une quantité notoire d'arsenic.
Cependant, en 1967, Wah Chang vend l'usine à Fred H. Lenway & Co., Inc., basée à San Francisco. À ce moment, les effectifs ont été réduits à environ 130 employés.
Peu après, en 1969, l'usine est revendue à la Gulf Metallurgical Company (qui était à ce moment, une filiale de l'Associated Metals and Minerals). Celle-ci renomme l'usine Tex-Tin Corporation.

#### L'ère de la Tex-Tin Corporation: premiers investissements
La Gulf Metallurgical Company va tester de nouveaux procédés pour améliorer les performances de l'usine. Une usine pilote est démarrée en 1972 ; en 1974, un nouveau four à réverbère est ajouté. Une installation de production de chlorure de fer, commercialisé pour le traitement de l'eau, est installée en 1976, et retirée en 1984. À la fin des années 1970, l'extraction de métaux autres que l'étain (molybdène, vanadium, antimoine, bismuth, nickel, cobalt et cuivre, tant sous formes d'oxydes métallliques que de solution liquide) est développée. En particulier, l'usine commercialise du nickel ultrapur, utilisé comme catalyseur par les industries chimiques voisines. Ces industries sont également productrices de résidus métalliques riches en catalyseurs que l'usine retraite grâce à une installation construite au début des années 1980. Des métaux sont extraits des résidus miniers d'uranium.
En 1978, le procédé Kaldo est adopté. L'extraction de l'étain passe d'un procédé complexe combinant plusieurs fours, à une opération menée dans un unique convertisseur rotatif tournant à grande vitesse,. Ce changement est motivé par des considérations économiques (les fours à réverbère sont dépassés) mais aussi environnementales : l'entreprise a été condamnée pour une infraction au Clean Air Act du Texas, et ce convertisseur, connecté à la cheminée principale de l'usine, est présenté comme une alternative écologique aux fours existants. Mais la mise au point du procédé s'avère plus difficile que prévu : la récupération de l'étain par la captation du dioxyde d'étain émis sous forme de vapeur à la sortie du four pénalise trop la productivité : dès la mise en service, en octobre 1978, l'entreprise constate que le nouveau procédé lui génère une perte de 20 000 $ par jour. Une alternative, consistant à injecter de la pyrite à la fin de l'élaboration, de manière à créer du sulfure d'étain au lieu de l'oxyde, est mise au point en mi-1979. Ce changement sauve le procédé en multipliant la productivité par quatre.

#### Passage au procédé Kaldo
Le Kaldo installé, de conception ouest-allemande, s'avère un outil flexible. Quand la réduction des importations de concentrés d'étain pénalise les approvisionnements, l'entreprise se met à valoriser des matériaux recyclés ou stockés pour le traitement. Les scories et les résidus de faible qualité peuvent en effet être traités avec succès dans le four. La production est commercialisée principalement aux États-Unis.
Un système de lavage au chlorure est installé en 1979 mais démonté en 1984. Un lavage de fumées pour retirer le dioxyde de soufre est installé en 1981 pour épurer les fumées produites par le Kaldo.
Une unité de production de sulfate de cuivre est mise en service en 1982.

### Déclin et mort de l'usine (1988 - 1991)

#### La fin
Vers 1988, l'usine commence à produire du cuivre, le Kaldo étant un outil réputé très adapté à ce type d'opération. Ce cuivre est extrait de déchets divers, selon une procdéure assez proche de l'extraction de l’étain.
En 1989 la production d'étain cesse, à cause de l'absence de minerais concentrés importés à bon marché. Le Kaldo ne sert alors plus qu'à l'extraction du cuivre par recyclage de déchets d'équipements électriques et électroniques. Mais en avril 1991, le convertisseur s'effondre : l'usine est alors définitivement arrêtée. En février 1997, Tex Tin Corporation se déclare en banqueroute selon le chapitre 7 de la loi sur les faillites des États-Unis (en) (donc en liquidation) ; celle-ci est actée le 31 août 1998.

#### Dépollution
L'arrêt de l'usine génère une friche industrielle fortement polluée sur les bans des communes de Texas City et de La Marque. Dès 1979, l'Environmental Protection Agency (EPA) suit le site, dont l'existence est jalonnée d'infractions relatives à la pollution de l'air et de l'eau. À la fermeture, les 170 acres de la Tex-Tin ont été alors constatés comme pollués par des métaux lourds et des matières naturellement radioactives (en). La zone devient alors un site Superfund et est inscrit le 30 août 1990 sur la liste des priorités nationales (en).
Le démantèlement commence dès la fermeture de l'usine. Le 24 octobre 2002, la démolition de la cheminée de 76,2 m marque la fin du démantèlement. L'EPA l'a financé à hauteur de 10,7 M$, un groupement de Potentially Responsible Party (PRP), dont fait partie d'État fédéral, ayant payé le solde, qui atteint 26,3 M$. En 2003, l'EPA, la Texas Commission on Environmental Quality (en) et la ville de Texas City signent un Superfund Ready for Reuse Determination document, signifiant que le plan de restauration a été achevé avec succès. L'EPA continue cependant de surveiller le site, avec des opérations annuelles et une surveillance des nappes phréatiques.